# Tall Kambatri
Tall Kambatri (arab. تل كمبتري) – wieś w Syrii, w muhafazie Hama. W 2004 roku liczyła 850 mieszkańców.